# Eden Arena
L'Eden Arena (anteriorment conegut com a Synot Tip Arena) és un estadi de futbol ubicat a Praga, República Txeca. Fou inaugurat el 7 de maig de 2008 i té una capacitat per 21 000 espectadors asseguts; és l'estadi més gran de la República Txeca, i hi disputen els seus partits l'SK Slavia Praga i el Bohemians 1905, i de vegades la selecció de futbol de la República Txeca.
Durant la temporada 2011-12 va acollir els partits del FC Viktoria Plzeň a la Lliga de Campions. L'estadi també va allotjar la Supercopa d'Europa de futbol de 2013.